# Donkere iepenooglapmot
De donkere iepenooglapmot (Bucculatrix ulmifoliae) is een vlinder uit de familie ooglapmotten (Bucculatricidae). De wetenschappelijke naam is voor het eerst geldig gepubliceerd in 1931 door M. Hering.
De soort komt voor in Europa.